# Странствующий рыцарь

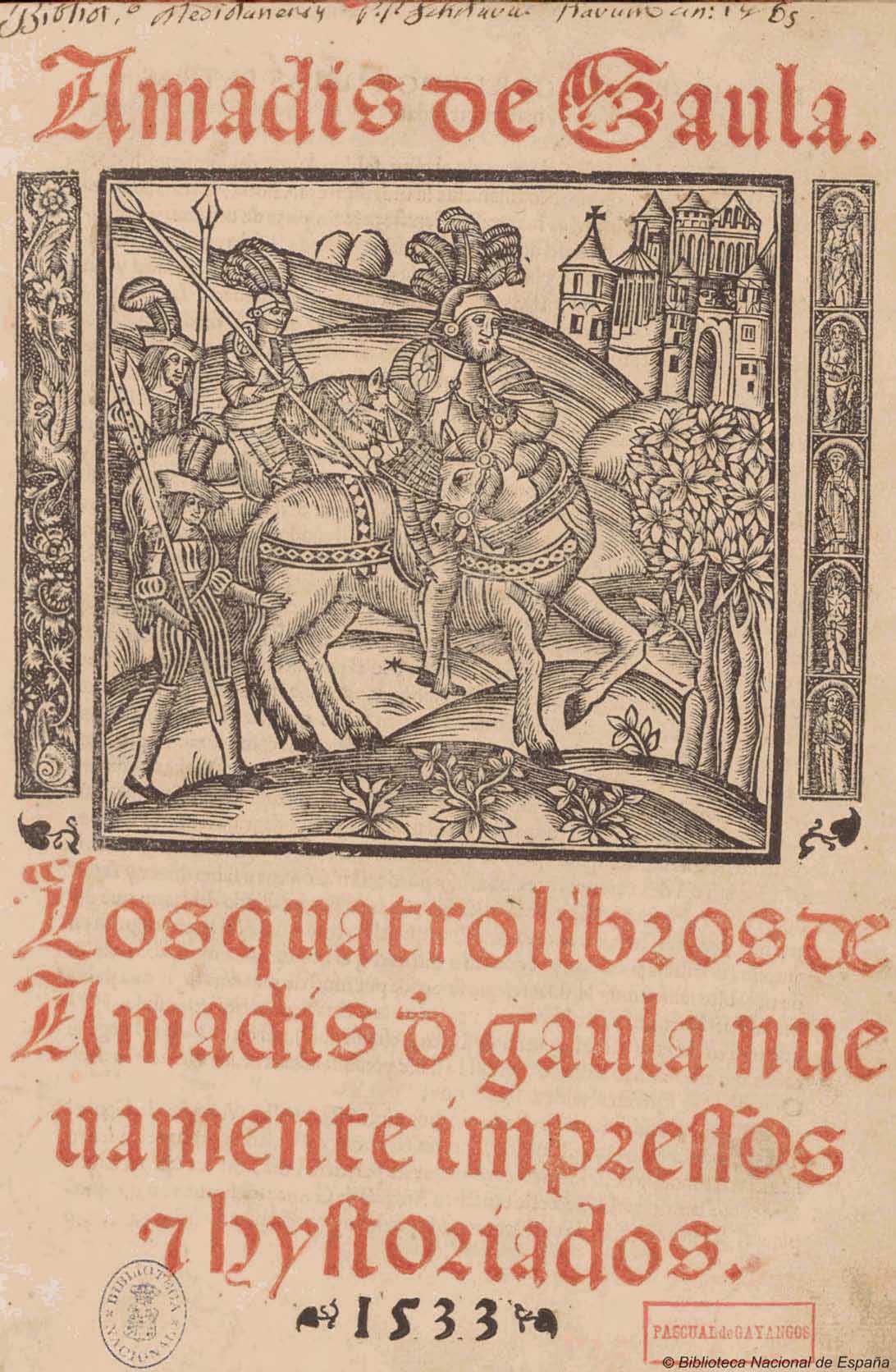
Титульный лист романа «Амадис Гальский» (1533 год)

Странствующий рыцарь — персонаж средневековой рыцарской романтической литературы. Прилагательное странствующий указывает на то, что рыцарь путешествует в поисках приключений, чтобы доказать свои рыцарские добродетели — либо в рыцарских дуэлях (pas d’armes), либо в погоне за куртуазной любовью.

## Персонаж
Странствующий рыцарь — это персонаж, который оторвался от места своего происхождения, чтобы отправиться в путешествие для отстаивания своих рыцарских идеалов. Им движет идеализм и цели, которые часто иллюзорны. В средневековой Европе странствующие рыцари были частым персонажем литературных произведений, в которых авторы представляли свой художественный вымысел как описание действительных событий.
Образцами странствующих рыцарей были такие герои Круглого стола артуровского цикла, как Гавейн, Ланселот и Персиваль. Эти рыцари странствовали главным образом в поиске Святого Грааля, как, например, в «Персеваль, или Повесть о Граале», написанной Кретьеном де Труа в 1180-х годах.
Сам образ странствующего рыцаря существовал в романтической литературе уже в конце XII века, однако «странствующий рыцарь» как литературный термин появился позже — первое дошедшее до нас употребление встречается в поэме XIV века «Сэр Гавейн и Зелёный Рыцарь». Истории о странствующих рыцарях оставались популярными среди придворной публики на протяжении всего Позднего Средневековья. Эти истории были написаны в основном на среднефранцузском, среднеанглийском и средненемецком языках.
В XVI веке этот жанр стал очень популярным на Пиренейском полуострове. «Амадис Гальский» был одним из самых успешных рыцарских романов того периода. В «Дон Кихоте» (1605) Мигель де Сервантес высмеял рыцарские романы и их популярность. Истории о странствующих рыцарях вышли из моды на два столетия, пока они не появились вновь в форме исторического романа в романтизме.

## Сюжет

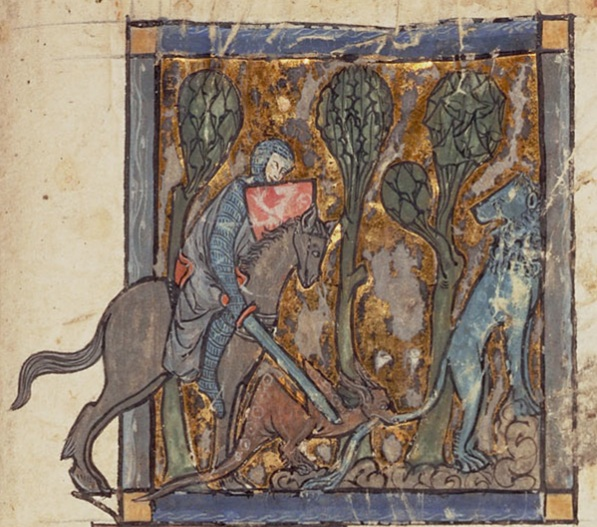
«Ивэйн спасает льва» из иллюстрированной рукописи «Ивэйн, или Рыцарь со львом» Кретьена де Труа (ок. 1295 года)

Странствующий рыцарь обычно совершал все зна́чимые поступки от имени дамы своего сердца и произносил её имя перед тем, как совершить подвиг. В более возвышенных формах странствующего рыцаря мотивировал чистый моралистический идеализм, а не романтическое вдохновение (как в случае с сэром Галахадом). Такой рыцарь вполне мог находиться вне феодальной структуры, странствуя исключительно для выполнения благородных подвигов, но мог путешествовать и для выполнения обязанностей, которые возложил на него его феодальный повелитель. В «Королеве фей» Святого Георгия посылают спасти королевство родителей Уны от дракона, а у Гюйона нет такого поручения, но оба рыцаря сталкиваются с опасностями и приключениями.
В своих приключениях странствующий рыцарь часто сталкивался с опасными противниками — великанами, чародеями и драконами, а иногда он получает помощь от необычных существ. Лев помогал сэру Ивэйну в борьбе против змеи, а впоследствии сопровождал его, из-за чего Ивэйн стал рыцарем со львом. Другим странствующим рыцарям помогали дикие лесные люди, как, например, в «Валентин и Орсон», или волки — заколдованные принцы, которые помогали Гийому из Палермо.

## В последующей литературе
«Дон Кихот» — пародия на жанр начала XVII века, созданная в ответ на чрезвычайную популярность позднесредневековых романов, таких как «Амадис Гальский».
Описание странствующих рыцарей в современном историческом романе можно найти в произведении Артура Конан Дойля «Сэр Найджел Лоринг» (1906).
Образ главного героя романа Кормака Маккарти «Кони, кони» Джона Грейди Коула основан на образе сэра Гавейна из романа «Сэр Гавейн и Зелёный рыцарь». У обоих персонажей есть несколько общих черт; оба персонажа уходят корнями в мифы прошлого, которого больше не существует, и оба живут в соответствии с кодексами поведения прошлой эпохи.
В пьесе Жана Жироду «Ундина», в которой Одри Хепбёрн играла главную роль на Бродвее в 1954 году, странствующий рыцарь появляется во время шторма в скромном доме рыбака и его жены.
Из образа странствующего рыцаря вышел образ «рыцаря в сияющих доспехах», живущий в изображениях Средневековья в массовой культуре, этот образ стал использоваться и за пределами средневековой драмы, например в «Тёмном рыцаре» как титул Бэтмена.
В фэнтезийном эпосе «Песнь льда и огня» есть класс рыцарей, именуемый «межевые рыцари». Межевой рыцарь — странствующий рыцарь без повелителя, и многие из них довольно бедны. Межевые рыцари путешествуют по Вестеросу в поисках заработка, и их название происходит от склонности спать на открытом воздухе или в лесах, когда они не могут позволить себе жильё. Жизнь межевого рыцаря изображена в «Повестях о Дунке и Эгге».
В «Письме королю» голландской писательницы Тонке Драхт юный оруженосец Тиури отказывается от всенощного бдения в часовне, чтобы ответить на призыв о помощи извне, рискуя своим рыцарским званием. В конце концов, Тиури должен доставить письмо высокой политической важности королю соседней страны, чтобы защитить честь убитого рыцаря.
Ли Чайлд в своих книгах о Джеке Ричере говорит, что он стремился создать образ Джека Ричера как странствующего рыцаря, основываясь на его военном прошлом.

## Богатыри Киевской Руси
В России многие рыцарские романы были переведены к середине XVIII века. В восприятии русских читателей они сближались с русским фольклором и стали восприниматься как народная сказка. Русские авторы, такие как Н. М. Карамзин, В. А. Лёвшин, М. Д. Чулков, А. Х. Востоков проводили параллели между русскими богатырями и странствующими рыцарями. Как говорил Н. И. Костомаров, «богатырь не сидит на месте — богатырь ищет приключений». Изображённые в восточнославянских былинах богатыри служили защитниками своей родины, а иногда выступали в качестве авантюристов. Некоторые из них считаются историческими фигурами, другие — вымышленными и, возможно, происходят из славянской мифологии. Большинство историй о богатырях вращается вокруг двора киевского князя Владимира Святославича. Согласно былинам, ему служили три наиболее известных богатыря — Илья Муромец, Добрыня Никитич и Алёша Попович — изображённые на известной картине Виктора Васнецова.

## В культурах Восточной Азии
Юся, странствующие китайские рыцари, путешествовали в одиночку, защищая простой народ от деспотических режимов. В отличие от своих европейских аналогов, они не принадлежали к какой-либо определённой социальной касте и были кем угодно, от солдат до поэтов. Существует популярная литературная традиция, возникшая во время династии Тан, в которой рабы-негрито использовали свои сверхъестественные физические способности, чтобы спасти девушек, попавших в беду, и добыть сокровища для своих феодальных властителей (например, «Куньлуньский раб» Пэй Сина). Китайский жанр уся — это истории о юся, выделяющихся своим боевым мастерством и навыками.
В Японии выражение муся сюгё описывало самурая, который, желая проверить свои способности в реальных условиях, путешествовал по стране и по пути участвовал в дуэлях. Например, Миямото Мусаси, странствуя таким образом, выиграл 60 дуэлей до того, как достиг 30-летнего возраста.